# نزوح داخلي

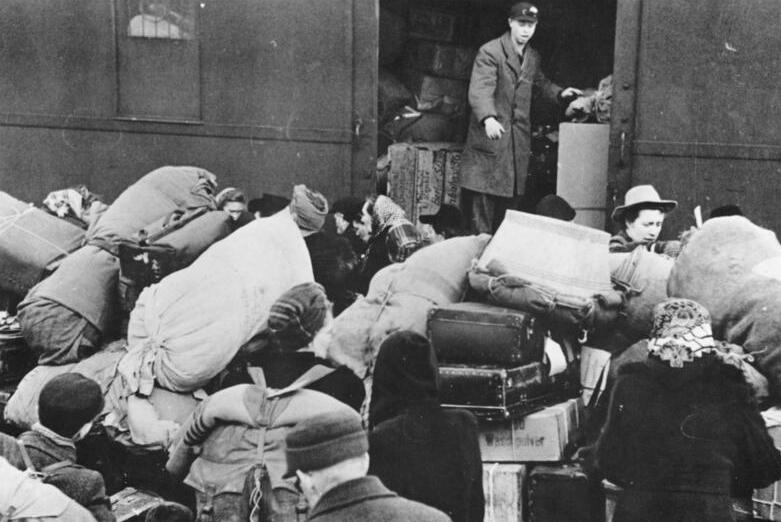
المشردين في الداخل الألماني خلال الحرب العالمية الثانية عام 1945 في برلين

المشردون داخلياً أو النازحون داخلياً أو المُهجّرون داخلياً هم الذين أُجبِروا على ترك مساكنهم الأصلية متوجهين إلى أماكن أخرى في نفس الدولة التي ينتمون إليها، إما بسبب الكوارث أو حذراً من الاضطهاد أو تجنباً لضرر متوقع أن يصبيهم.
أسباب النزوح الداخلي هو:
- العنف المسلح
- انتهاكات حقوق الإنسان أو الكوارث الطبيعية.

## التعريف
في حين أنه يوجد تعريف رسمي «للاجئ» بموجب اتفاقية اللاجئين لعام 1951، فإنه لا يوجد تعريف قانوني عالمي للنازحين داخليًا (آي دي بّي)؛ يوجد فقط معاهدة إقليمية للدول الأفريقية. من ناحية ثانية، يستخدم تقرير للأمم المتحدة، الذي يحمل عنوان المبادئ التوجيهية للنزوح الداخلي التعريف التالي:
الأشخاص أو مجموعات الأشخاص الذين أجبروا أو أُكرهوا على الفرار من منازلهم أو أماكن إقامتهم المعتادة، أو مغادرتها بشكل خاص من أجل تجنب تأثيرات نزاع مسلح، أو حالات العنف العامة، أو انتهاكات حقوق الإنسان أو الكوارث الطبيعية أو الكوارث من صنع الإنسان، ولم يعبروا حدود بلد معترف بها دوليًا.
في الحين الذي يشدد فيه التعريف الوارد أعلاه على عنصرين مهمين للنزوح الداخلي (الإكراه والحركة الداخلية/المحلية)، تجدر الإشارة إلى أنه بدلًا من التعريف الدقيق فإن كتاب المبادئ التوجيهية يقدم «تعريفًا وصفيًا لفئة الأشخاص الذين يهتم كتاب المبادئ التوجيهية باحتياجاتهم». تميل هذه الوثائق بذلك لتكون «عمدًا أكثر مرونة بدلًا من أن تكون دقيقة قانونيًا» حيث تشير كلمة «بشكل خاص» إلى قائمة من أسباب النزوح ليست شاملة. من ناحية ثانية، وكما أوضحت إيرين موني، فإن «الإحصاءات العالمية المتعلقة بالنازحين داخليًا لا تحصي عمومًا سوى المشردين الذين تسببت في نزوحهم نزاعات أو انتهاكات لحقوق الإنسان. علاوة على ذلك، أوصت دراسة حديثة بضرورة تعريف النزوح الداخلي بشكل أدق ليصبح مقتصرًا على النازحين داخليًا بسبب العنف». بالتالي، على الرغم من الأسباب غير الشاملة للنزوح الداخلي، يعتبر الكثيرون أن النازحين داخليًا هم أولئك الذين سيتم اعتبارهم لاجئين فيما لو عبروا الحدود الدولية، وبناء على ذلك فإن مصطلح اللاجئين في كامله ما عدا اسمه ينطبق على النازحين داخليًا.

## أرقام
لقد قدم مركز رصد النزوح الداخلي: (IDMC) في جنيف ، في تقريره السنوي لعام 2015 ، بأن عدد النازحين داخلياً بحلول نهاية عام 2014 وصل إلى 38 مليون مشرد، وهو أكثر من أي وقت مضى منذ بداية العمليات الحسابية.إذ قد كان 4.7 مليون مهجر أكثر من عام 2013.
- التطورات الكثيرة المتسارعة التي مرت في سوريا:
 19.9% من السوريين، بما يعادل 7.6 مليون شخص مشرد. هذا هو أعلى عدد في العالم.
- في المركز الثاني ، كولومبيا بعدد 6,044 مليون من المشردين داخليا (15,83 % من السكان البلاد).
[4]

## أسباب التشرد
وتجرى عمليات الإخلاء القسري لأسباب شتى وتكون الجهات الفاعلة متعددة. أهم أسبب النزوح الداخلي:
- الصراعات المسلحة التي اشتعلت بين السكان المدنيين أو بين  المتنافسين و الأطراف المتحاربة.
- كما سيتم استخدام بعض الطرد على وجه التحديد باعتبارها وسيلة لإزالة أعضاء من جماعات عرقية أو دينية معينة أو أي المعارضين السياسيين الفعليين أو المزعومين في المنطقة، كما هو الحال مثلا في ميانمار / بورما (راجع .. الصراع الداخلي في بورما)، جائت كينيا بعد انتخابات العراق 2007. خصوصا في كولومبيا إذ قد نزح السكان بسبب مجموعات شبه عسكرية أو عصابات اليسار التي بدورها سرقت أراضيهم واستخدامها لزراعة المخدرات أو جعلتها في متناول كبار المستثمرين.

## الوضع القانوني والحالة الإنسانية

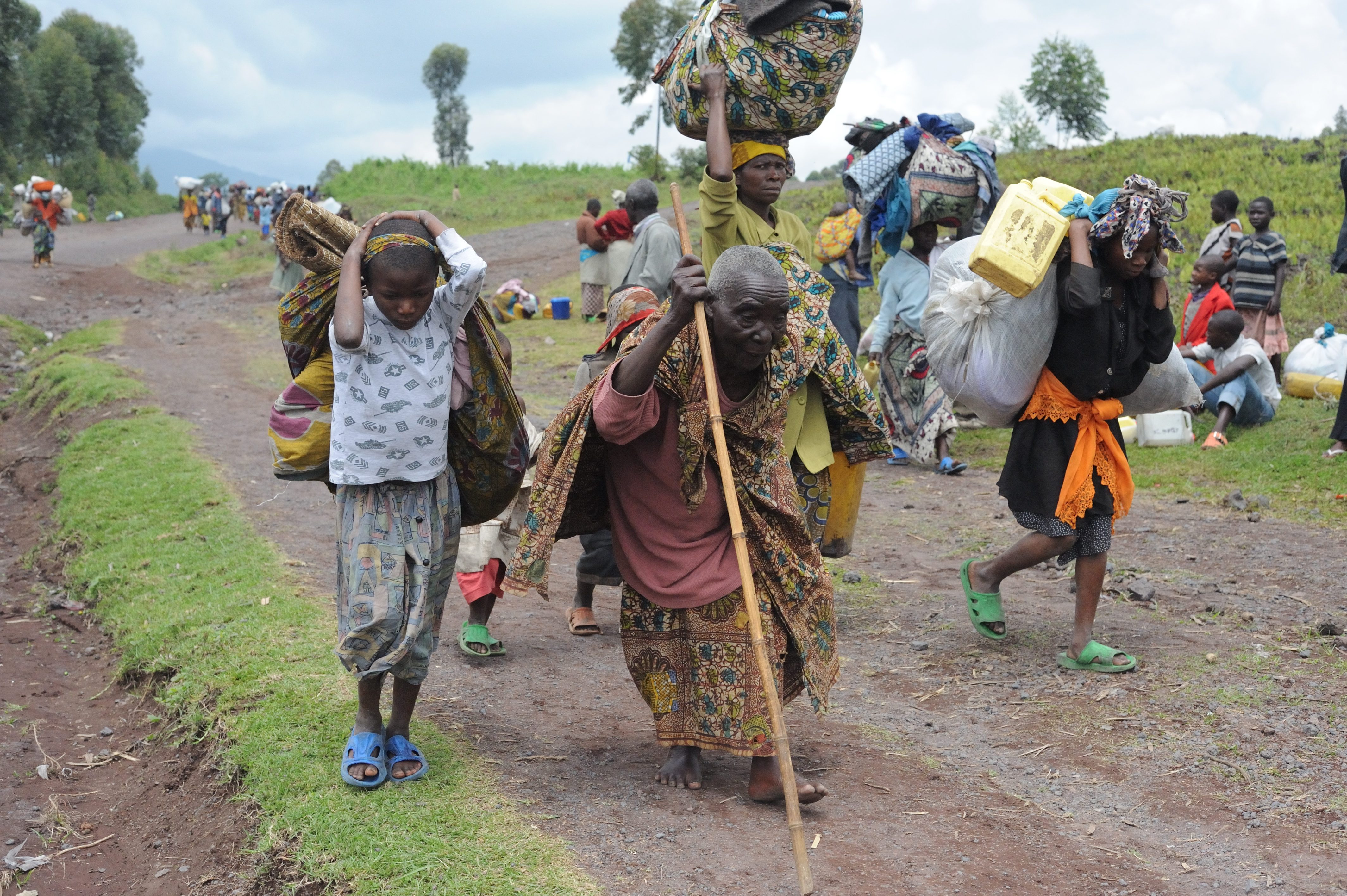
القرويون الكيباتيون

حماية المشردين داخلياً في القانون الدولي غير محددة بوضوح ؛ ليس هناك اتفاقية دولية لحماية الأشخاص المشردين داخلياً ، أي إن منظمة دولية (مثل المفوضية السامية لشؤون اللاجئين) غير واضحة بتفويض من الامم المتحدة للحماية و أيضا لا يوجد لهذا تعريف قانوني. المبادئ التوجيهية المبعوثة للأمم المتحدة لحماية حقوق الإنسان للمشردين داخليًا وفق معيار دولي لحماية ودعم ضحايا التشرد وهناك العديد من منظمات الإغاثة والحكومات التي تساعد ولكن ليس بمعنى القانون الدولي الملزم.
بعض المشردين داخلياً الذين يعيشون في المخيمات الأخرى في المناطق الحضرية الفقيرة أو في الهواء الطلق. يكونون في غالب الأحيان,  في أو داخل محيط منطقة الصراع. وهكذا ، فإن الوضع الأمني يكون سيئ. ويكون من الصعب للمساعدات الدولية مساعدتهم.

## الأدب
- ميكايلا لودفيغ أندرياس ريستر: لمنع  تشريد الأطفال!. تير من أرض الإنسان. ISBN 3-924493-65-0
- النزوح الداخلي: نظرة عامة على الاتجاهات والتطورات في 2014 (مايو 2015) (PDF; 4,6 MB)
- المبادئ التوجيهية بشأن التشرد الداخلي ، الأمم المتحدة ، تقرير ممثل الأمين العام السيد فرانسيس دينغ ، E/CN.4/1998/53/Add.2 (11. شباط / فبراير 1998) (PDF-Datei; 133 kB)
- المفوضية مجلة «اللاجئين» المشردين داخليا (PDF الملف ؛ 1016 kB)
- دليل حماية المشردين داخليا العالمية مجموعة الفريق العامل (كانون الأول / ديسمبر 2007) (ملف PDF)

## المواقع الخارجية
- مركز رصد النزوح الداخلي (IDMC)
- IDP أصوات - قصص حياة المشردين داخليا (الصوت و النص)
- نشرة الهجرة القسرية ،